# Max Lloyd-Jones
Maxmillian Lloyd-Jones, dit Max Lloyd-Jones, est un acteur britannique, né le 26 février 1991 à Londres.

## Filmographie

### Cinéma
- 2005 : Le Retour du gang des champions 2 (en) (The Sandlot 2) de David M. Evans : David Durango (vidéo)
- 2008 : Soulstice de Brian Nolin (vidéo)
- 2012 : Flicka 3 : Meilleures amies (en) (Flicka: Country Pride) de Michael Damian : Briggs McBride (vidéo)
- 2012 : Stone Markers de Tony Canonico et Dale Fabrigar : Len Roberts
- 2014 : Field of Lost Shoes (en) de Sean McNamara : Sam Atwill
- 2014 : Finding Harmony de Dagen Merrill : Dylan Stark (en post-production)
- 2025 : Final Destination: Bloodlines de Zach Lipovsky et Adam B. Stein

### Téléfilms
- 2011 : Le Combat de ma fille (Girl Fight) de Stephen Gyllenhaal : Kevin
- 2013 : Scandale au pensionnat (Restless Virgins) de Jason Lapeyre : Lucas
- 2014 : Only Human de Gavin O'Connor : Dave
- 2014 : The Dorm de Rachel Talalay : Philipp
- 2016 : Babysitting Night (Adventures in Babysitting) de John Schultz : Officier James
- 2016 : Les Secrets du passé (Secrets in the Attic) de Paul Shapiro : Michael Collins

### Séries télévisées
- 2008 : Supernatural : Charlie Witshire (saison 4, épisode 3)
- 2010 : Tower Prep : Conrad (saison 1, épisode 11)
- 2013 : Switched (Switched at Birth) : Noah (8 épisodes)
- 2014 : Teen Wolf : le jeune Chris Argent (saison 3, épisode 17)
- 2014 : Motive : Jason Birk (saison 2, épisode 9)
- 2015 : Le cœur a ses raisons (When Calls the Heart) : Tom Thornton (saison 2, épisode 6)
- 2015 : Scream : Tyler O'Neill (saison 1, épisode 1)
- 2016 : Once Upon a Time : Jacob (saison 6, épisode 3)
- 2016 : Mistresses : Gabriel (Gabe) (saison 4, épisode 13)
- 2017 : Reign : Le Destin d'une reine : Sir Francis Drake (saison 4, épisode 8)
- 2020 : The Mandalorian : Doublure Mark Hamil (saison 2, épisode 8)
- 2022 : Le Livre de Boba Fett : Lieutenant Reed (épisode 5) et doublure Mark Hamill (épisode 6)

### Courts-métrages
- 2009 : Good Image Media d'Adam Locke-Norton et Nicholas Marler : Wes
- 2014 : Kadence de Jacob Johnston : Kadin Kaul (en post-production)